# Ilanskij
Ilanskij (in russo Иланский?) è una città della Russia nel Territorio di Krasnojarsk che sorge sulle rive del fiume Ilanka a 280 chilometri da Krasnojarsk ed ospita una popolazione di circa 16.000 abitanti. La città è stata fondata nel 1646 ed ha ottenuto nel 1939 lo status di gorod, ovvero città, ed è capoluogo dell'Ilanskij rajon.